# クララム郡 (ワシントン州)
クララム郡（英: Clallam County）は、アメリカ合衆国ワシントン州北西部のピュージェット湾と太平洋に挟まれた郡である。人口は7万7155人（2020年）。郡庁所在地のポートエンジェルスは、郡内では人口最大の都市である。郡名はクララム族インディアンの言葉で「強い人々」を意味している。
クララム郡は1854年4月26日にオレゴン準州議会によって設立された。

## 地理
アメリカ合衆国国勢調査局に拠れば、郡域全面積は2,670平方マイル (6,915.3 km2)であり、このうち陸地は1,739平方マイル (4,504.0 km2)、水域は931平方マイル (2,411.3 km2)で水域率は34.86%である。
クララム郡にはアラヴァ岬があり、ワシントン州と大陸アメリカ合衆国の最西端であり、経度は124度43分59秒である。またアラヴァ岬の近くにオゼットの町があり、大陸アメリカ合衆国の最西端の町である。

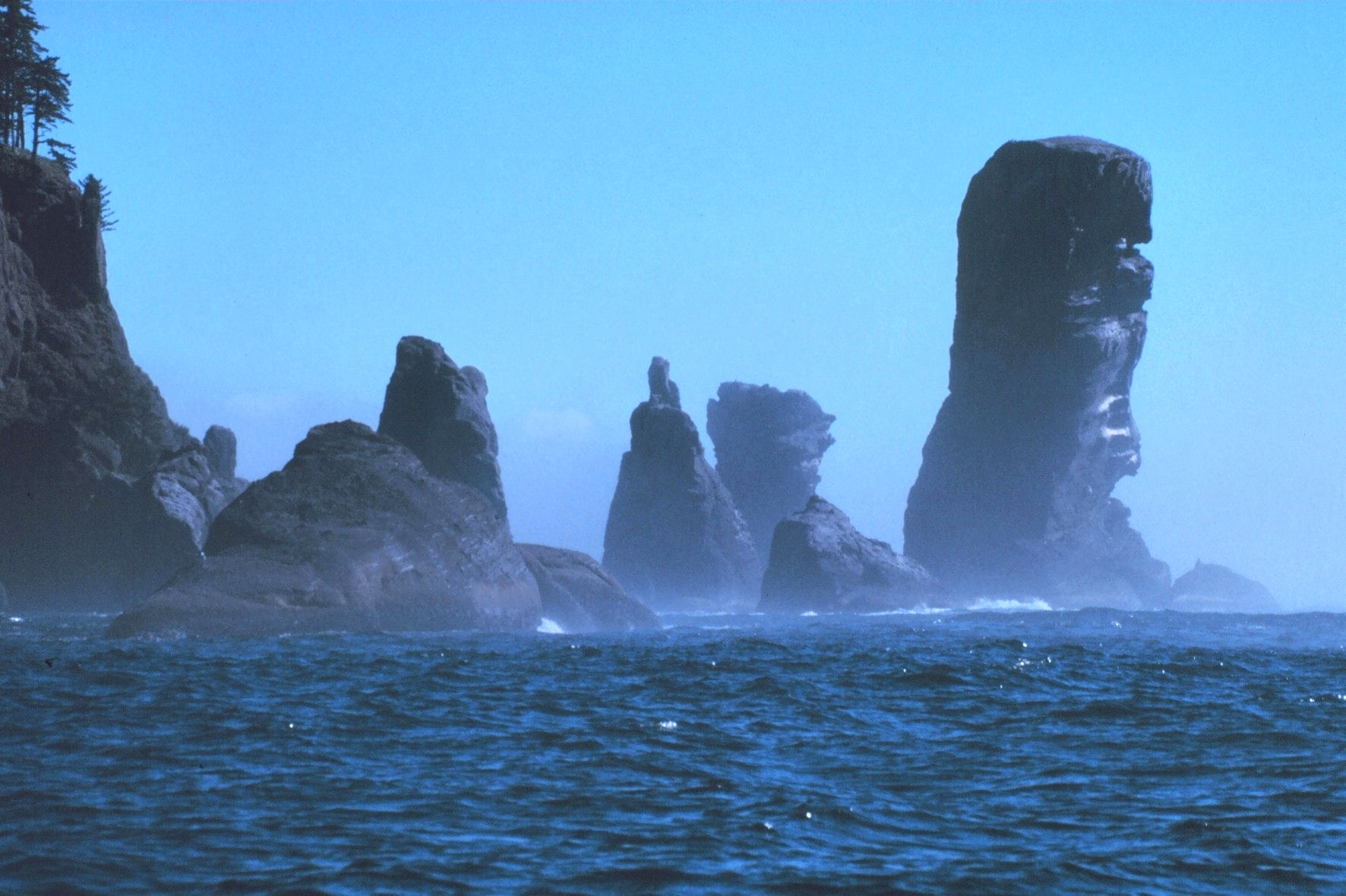
フラッタリー岬

### 特徴的な地形
| - エンジェルス山 - フラッタリー岬 - クララム川 - ダンジェネス砂嘴 - エルワ川 - ホー川 - ホコ川 - フッド運河 - クレセント湖 - オゼット湖 | - ライア川 - 太平洋 - ピシュト川 - セブンレイクス盆地 - ソルダック温泉 - ソルダック川 - ファンデフカ海峡 - タトゥーシュ島 - ワーダー島 |

### 主要高規格道路
- アメリカ国道101号線

### 隣接する郡
- ジェファーソン郡 - 南、東
- ビクトリア首都地域 - 北、ファンデフカ海峡の対岸
- カウチンバレー地域 - 北西、ファンデフカ海峡の対岸

### 国立保護地域
- 太平洋岸北西部国立景観の道
- ダンジェネス国立野生生物保護区
- フラッタリーロック国立野生生物保護区
- オリンピック国立の森（部分）
- オリンピック国立公園（部分）
- キラユートニードルズ国立野生生物保護区（部分）

## 人口動態
以下は2000年国勢調査による人口統計データである。
| 基礎データ - 人口: 64,525人 - 世帯数: 27,164 世帯 - 家族数: 18,064 家族 - 人口密度: 14人/km2（37人/mi2） - 住居数: 30,683 軒 - 住居密度: 7軒/km2（18/mi2） 人種別人口構成 - 白人: 89.12% - アフリカン・アメリカン: 0.84% - ネイティブ・アメリカン: 5.12% - アジア人: 1.13% - 太平洋諸島系: 0.16% - その他の人種: 1.18% - 混血: 2.44% - ヒスパニック・ラテン系: 3.41% 先祖による構成 - ドイツ系：17.2% - イギリス系：13.1% - アイルランド系：9.3% - アメリカ人：8.3% - ノルウェー人：6.0% 第一言語による構成 - 英語：95.0% - スペイン語：3.2% | 年齢別人口構成 - 18歳未満: 22.0% - 18-24歳: 7.1% - 25-44歳: 22.8% - 45-64歳: 26.9% - 65歳以上: 21.3% - 年齢の中央値: 44歳 - 性比（女性100人あたり男性の人口） - 総人口: 98.7 - 18歳以上: 96.6 世帯と家族（対世帯数） - 18歳未満の子供がいる: 25.7% - 結婚・同居している夫婦: 53.9% - 未婚・離婚・死別女性が世帯主: 9.0% - 非家族世帯: 33.5% - 単身世帯: 28.1% - 65歳以上の老人1人暮らし: 13.4% - 平均構成人数 - 世帯: 2.31人 - 家族: 2.78人 収入と家計 - 収入の中央値 - 世帯: 36,449米ドル - 家族: 44,381米ドル - 性別 - 男性: 35,452米ドル - 女性: 24,628米ドル - 人口1人あたり収入: 19,517米ドル - 貧困線以下 - 対人口: 12.5% - 対家族数: 8.9% - 18歳未満: 17.1% - 65歳以上: 6.8% |

## 政治
クララム郡は概して政治的に拮抗する地域と見なされている。2008年アメリカ合衆国大統領選挙では民主党候補のバラク・オバマが投票総数の50.5%と辛うじて過半数を確保し、共和党候補ジョン・マケインの47.2%を抑えた。しかし2004年の選挙では共和党のジョージ・W・ブッシュがジョン・ケリーを51.3%対46.3%で抑え、さらにその前の2000年選挙ではアル・ゴアを50.4%対42.7%で破った。ただし、2000年の場合ワシントン州全体ではアル・ゴアが勝利した。クララム郡は1980年以降当選した大統領候補を選んでおり、選挙の行方を占う郡となっている。
郡庁所在地かつ最大都市であるポートエンジェルスでは民主党候補が概してかなりの得票数で勝利を収めている。スクイム市やその周辺が票獲得の決戦場と考えられている。ただしその中でもベルヒルのような新興開発地は共和党寄りである。フォークス地域はインディアン居住地を除いて共和党寄りである。ニー湾周辺のマカ族居住地は州の中でも民主党支持が強い場所である。スクイムに近いブリンやジェイムズタウンなど数か所を除き未編入領域は共和党を強く支持している。

## 統計上処理される自治体
- ポートエンジェルス - 郡庁所在地
- スクイム
- ベルヒル
- ブリン
- カールスボーグ
- フォークス
- ニーベイ
- ポートエンジェルスイースト
- リバーロード

## その他の町
| - アゲイトビーチ - アグニュー - ビーバー - ボガチエル - クララムベイ - クレーン - ダイアモンドポイント - ダンジェネス - エルワ - フェアホーム - ホコ - ジョイス | - ラプッシュ - メイプルグローブ - モラ - マウントプレザント - オゼット - ピシュト - ピードモント - サッポー - スクールハウスポイント - セキュー - アッパーホー |